# پیراموس ۱۴۸۷۱
سیارک ۱۴۸۷۱ (به انگلیسی: 14871 Pyramus، نامگذاری:1990TH7) چهارده هزار و هشتصد و هفتاد و یکمین سیارک کشف شده‌است که در ۱۳ اکتبر ۱۹۹۰ کشف شد.
قدر مطلق سیارک برابر ۲۴.۵ است.